# Akon
Aliaune Damala Badara Akon Thiam (St. Louis, 16 april 1973), beter bekend onder zijn artiestennaam Akon, is een Senegalees-Amerikaans zanger, songwriter en producer. Hij is oprichter van Konvict Muzik en Kon Live Distribution. Zijn tweede album, Konvicted, kreeg een Grammy Award-nominatie voor de single Smack That.

## Biografie
Akon werd geboren in St. Louis, Missouri, maar groeide deels op in Senegal. Zijn vader is jazzpercussionist Mor Thiam. Op zevenjarige leeftijd verhuisde hij met zijn hele familie naar New Jersey.
Akon ontdekte hier hiphop en kwam in aanraking met de misdaad. Hij bracht een tijdje in de cel door, waar hij zijn muzikale ideeën ontwikkelde. Na zijn vrijlating begon hij te schrijven en op te nemen in zijn eigen thuisstudio. Zijn artiestennaam Akon, komt ook van "AKONvicted", wat een veroordeelde betekent. De opgenomen bandjes kwamen terecht bij SRC/Universal, waarna uiteindelijk Akons debuutalbum Trouble uitkwam in juni 2004. Een andere megahit is Keep On Calling.
Akon scoort in Nederland de ene hit na de andere. In het nummer Ghetto Remix zong hij samen met de Nederlandse rappers Ali B en Yes-R. Ook al werd het geen hit in Amerika, het werd er wel één in Nederland. Ze vertellen over het getto en hoeveel kinderen daar opgroeien en niet beter weten dan overleven van diefstal.
In 2006 had Akon een hit met het nummer Smack That, het nummer was een samenwerking met rapper Eminem.
In 2008 werkt Akon samen met andere artiesten (o.a. 50 Cent) aan het album Thriller 25, naar aanleiding van de vijfentwintigjarige verjaardag van het originele album Thriller van Michael Jackson uit 1982. Akon is op het album te horen in het nummer Wanna Be Startin' Somethin' 2008.
In 2010 werkte Akon mee aan het nieuwe album, Euphoria, van Enrique Iglesias. Samen zijn zij te horen in het nummer One Day at a Time.
In 2011 werkte Akon samen met Shahrukh Khan aan de Bollywood film Ra.One. Hij acteerde ook in het liedje Criminal van Ra.One.

## Incidenten
In de eerste helft van 2007 kwam Akon tweemaal in opspraak. Eerst in april 2007, door met een 14-jarig meisje (bij wijze van dans) seksbewegingen te maken op het podium. Naar aanleiding van dit optreden kreeg hij van diverse kanten kritiek. Als reactie op die gebeurtenis maakte Akon het lied 'Sorry, Blame it on me', waarin hij excuses aanbood aan het meisje, maar ook kritiek verwerkte op de club die het meisje toeliet, ondanks het feit dat ze jonger dan 21 (de toelatingsgrens in Trinidad & Tobago) was, en op de ouders van het meisje, omdat ze haar naar binnen hadden laten gaan.
Op 3 juni 2007 gaf Akon een concert in Fishkill, New York. Op een gegeven moment gooide een fan iets naar het podium. Akon verzocht de bewaking om de jongen naar het podium te brengen. Dat gebeurde, waarop Akon zijn hemd uittrok en de jongen terug het publiek in smeet. De jongen ondernam geen juridische stappen. Later verklaarde Akon dat deze actie gepland was, en dat het bedoeld was als publiciteit voor zijn volgende opname.

## Discografie

### Albums
| Album met eventuele hitnotering(en) in de Nederlandse Album Top 100 | Datum van verschijnen | Datum van binnenkomst | Hoogste positie | Aantal weken | Opmerkingen |
| ------------------------------------------------------------------- | --------------------- | --------------------- | --------------- | ------------ | ----------- |
| Trouble                                                             | 29-06-2004            | 28-05-2005            | 36              | 19           |             |
| Konvicted                                                           | 21-11-2006            | 02-12-2006            | 51              | 37           |             |
| Freedom                                                             | 02-12-2008            | 13-12-2008            | 75              | 18           |             |
| Stadium                                                             | 03-2013               | -                     | -               | -            |             |
| El Negreeto                                                         | 04-10-2019            | -                     | -               | -            |             |
| Akonda                                                              | 25-10-2019            | -                     | -               | -            |             |

| Album met hitnotering(en) in de Vlaamse Ultratop 200 albums | Datum van verschijnen | Datum van binnenkomst | Hoogste positie | Aantal weken | Opmerkingen |
| ----------------------------------------------------------- | --------------------- | --------------------- | --------------- | ------------ | ----------- |
| Trouble                                                     | 2004                  | 19-03-2005            | 54              | 18           |             |
| Konvicted                                                   | 2006                  | 27-01-2007            | 33              | 36           |             |
| Freedom                                                     | 2008                  | 13-12-2008            | 12              | 40           |             |

### Singles
| Single met eventuele hitnotering(en) in de Nederlandse Top 40 | Datum van verschijnen | Datum van binnenkomst | Hoogste positie | Aantal weken | Opmerkingen                                                                        |
| ------------------------------------------------------------- | --------------------- | --------------------- | --------------- | ------------ | ---------------------------------------------------------------------------------- |
| Locked up                                                     | 2005                  | 30-04-2005            | tip6            | -            | Nr. 71 in de Single Top 100                                                        |
| Lonely                                                        | 2005                  | 11-06-2005            | 1(5wk)          | 14           | Nr. 1 in de Single Top 100                                                         |
| Belly dancer (Bananza)                                        | 2005                  | 03-09-2005            | tip3            | -            | Nr. 46 in de Single Top 100                                                        |
| Ghetto (remix)                                                | 30-01-2006            | 18-02-2006            | 3               | 13           | met Ali B & Yes-R / Nr. 2 in de Single Top 100                                     |
| Smack that                                                    | 02-10-2006            | 09-12-2006            | 6               | 15           | met Eminem / Nr. 10 in de Single Top 100                                           |
| The sweet escape                                              | 2007                  | 03-03-2007            | 5               | 18           | met Gwen Stefani / Nr. 8 in de Single Top 100 / Alarmschijf                        |
| I wanna love you                                              | 05-02-2007            | 24-03-2007            | 21              | 6            | met Snoop Dogg / Nr. 20 in de Single Top 100                                       |
| Don't matter                                                  | 18-05-2007            | 30-06-2007            | 15              | 11           | Nr. 23 in de Single Top 100                                                        |
| Sorry, blame it on me                                         | 2007                  | 06-10-2007            | tip4            | -            | Nr. 34 in de Single Top 100                                                        |
| Wanna be startin' somethin' 2008                              | 2008                  | 15-03-2008            | tip8            | -            | met Michael Jackson                                                                |
| Right now (Na na na)                                          | 2008                  | 06-12-2008            | 21              | 9            | Nr. 30 in de Single Top 100                                                        |
| Beautiful                                                     | 2009                  | 11-04-2009            | 12              | 8            | met Kardinal Offishall & Colby O'Donis / Nr. 24 in de Single Top 100 / Alarmschijf |
| Sexy bitch                                                    | 2009                  | 29-08-2009            | 3               | 21           | met David Guetta / Nr. 4 in de Single Top 100                                      |
| Angel                                                         | 27-09-2010            | 23-10-2010            | tip3            | -            |                                                                                    |
| Hold my hand                                                  | 15-11-2010            | 25-12-2010            | 28              | 5            | met Michael Jackson / Nr. 27 in de Single Top 100                                  |
| Dirty situation                                               | 08-11-2010            | 04-12-2010            | tip9            | -            | met Mohombi / Nr. 67 in de Single Top 100                                          |
| Boomerang                                                     | 2011                  | 12-11-2011            | 34              | 2            | met DJ Felli Fel, Pitbull & Jermaine Dupri / Nr. 55 in de Single Top 100           |
| I'm day dreaming                                              | 2011                  | 07-01-2012            | tip17           | -            | met Redd & Snoop Dogg                                                              |
| Play hard                                                     | 2013                  | 11-05-2013            | tip12           | -            | met David Guetta & Ne-Yo / Nr. 78 in de Single Top 100                             |
| Heatwave                                                      | 2016                  | 18-06-2016            | tip8            | -            | met Robin Schulz                                                                   |
| Yes                                                           | 2017                  | 26-08-2017            | tip11           | -            | met Sam Feldt Ozuna - Coméntale Feat. Akon 2018                                    |
| Shine your light                                              | 2021                  | 29-05-2021            | tip1            |              | met Master KG & David Guetta                                                       |
| She Knows                                                     | 2023                  | 05-08-2023            | 4               | 17           | met Dimitri Vegas & Like Mike, David Guetta & Afro Bros                            |

| Single met hitnotering(en) in de Vlaamse Ultratop 50 | Datum van verschijnen | Datum van binnenkomst | Hoogste positie | Aantal weken | Opmerkingen                                      |
| ---------------------------------------------------- | --------------------- | --------------------- | --------------- | ------------ | ------------------------------------------------ |
| Locked up                                            | 2005                  | 26-02-2005            | tip3            | -            |                                                  |
| Lonely                                               | 2005                  | 04-06-2005            | 2               | 19           | Nr. 1 in de Radio 2 Top 30                       |
| Belly dancer (Bananza)                               | 2005                  | 10-09-2005            | 29              | 7            | Nr. 20 in de Radio 2 Top 30                      |
| Pot of gold                                          | 2005                  | 03-12-2005            | tip12           | -            |                                                  |
| Smack that                                           | 2006                  | 11-11-2006            | 3               | 26           | met Eminem                                       |
| The sweet escape                                     | 2007                  | 24-03-2007            | 9               | 16           | met Gwen Stefani / Nr. 16 in de Radio 2 Top 30   |
| I wanna love you                                     | 2007                  | 07-04-2007            | 16              | 10           | met Snoop Dogg                                   |
| Don't matter                                         | 2007                  | 23-06-2007            | tip21           | -            |                                                  |
| Still will                                           | 2007                  | 15-11-2007            | tip1            | -            | met 50 Cent                                      |
| Wanna be startin' somethin' 2008                     | 2008                  | 23-02-2008            | tip15           | -            | met Michael Jackson                              |
| Dangerous                                            | 2008                  | 04-10-2008            | 27              | 10           | met Kardinal Offishall                           |
| Right now (Na na na)                                 | 2008                  | 20-12-2008            | 7               | 22           |                                                  |
| Beautiful                                            | 2009                  | 23-05-2009            | 38              | 6            | Brace & Colby O'Donis                            |
| Sexy bitch                                           | 2009                  | 08-08-2009            | 1(1wk)          | 37           | met David Guetta / Platina                       |
| Hold on tight                                        | 2009                  | 28-11-2009            | 16              | 5            | met Jay J, Qwes & Tariq L                        |
| Shut it down                                         | 2009                  | 16-01-2010            | 19              | 9            | met Pitbull                                      |
| Push push                                            | 2010                  | 31-07-2010            | 15              | 12           | met Kat DeLuna                                   |
| Angel                                                | 2010                  | 23-10-2010            | tip5            | -            |                                                  |
| Hold my hand                                         | 2010                  | 27-11-2010            | 10              | 11           | met Michael Jackson / Nr. 4 in de Radio 2 Top 30 |
| Kush                                                 | 06-12-2010            | 25-12-2010            | tip3            | -            | met Dr. Dre & Snoop Dogg                         |
| Dirty situation                                      | 2010                  | 15-01-2011            | 16              | 9            | met Mohombi                                      |
| I just had sex                                       | 20-12-2010            | 22-01-2011            | 26              | 8            | met The Lonely Island                            |
| Who dat girl                                         | 14-02-2011            | 19-03-2011            | tip17           | -            | met Flo Rida                                     |
| I'm day dreaming                                     | 2011                  | 24-12-2011            | tip69           | -            | met Redd & Snoop Dogg                            |
| Hurt somebody                                        | 2012                  | 1-5-2012              | tip70           | -            | met French Montana                               |
| Play hard                                            | 2012                  | 22-09-2012            | 7               | 27           | met David Guetta & Ne-Yo                         |